# رسم ثنجفوري

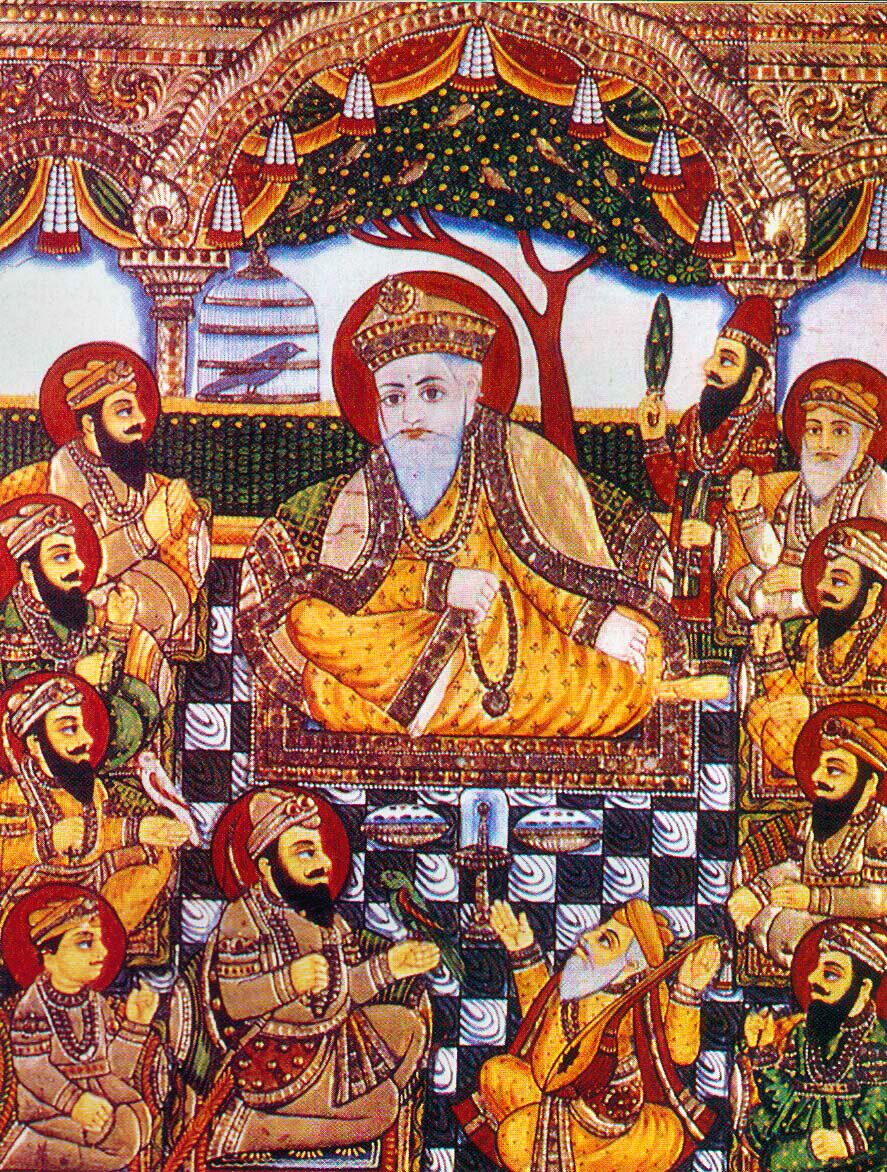
لوحة ثنجفورية للغورو ناناك والمعلمين السيخ التسعة الآخرين.

الرسم الثنجفوري هو أسلوب رسم كلاسيكي من جنوب الهند، نشأ من بلدة ثنجفور (تُلفظ بالإنجليزية تانجور) بولاية تاميل نادو. يستمد الشكل الفني موارده المباشرة وإلهامه من العودة إلى نحو عام 1600 ميلادي، وهي الفترة التي شجع فيها حكام ناياكا في ثنجفور تحت سيادة حكام رايا في فيجاياناجارا الفن -الرقص الكلاسيكي والموسيقى أساسًا- والأدب أيضًا باللغة التيلوغوية والتاميلية ورسم الموضوعات الدينية الهندوسية الأساسية في المعابد. يتميز بطلائه الذهبي الشهير. ويمكن الإفتراض بثقة أن الرسم الثنجفوري، كما نعرفه الآن، نشأ في بلاط إمبراطورية ماراثا في ثنجفور (1676-1855). واعترفت به الحكومة الهندية كمؤشر جغرافي في 2007-2008.
تتميز اللوحات الثنجفورية بألوان غنية وزاهية، وتركيب أيقوني بسيط، ورقائق ذهبية متلألئة موضوعة على أعمال جسو دقيقة ولكن مستفيضة، والترصيع بالخرز والقطع الزجاجية أو بالأحجار الكريمة وشبه الكريمة نادرًا. يمكن رؤية تأثير الديكاني والفيجايانغاري والمارثي وحتى تأثير أنماط الرسم الأوروبية أو أسلوب رسم الشركة في اللوحات الثنجفورية. تُستخدم أساسًا كرموز عبادة، وتمثل معظم اللوحات الآلهة والإلهات والقديسين الهندوس. تصور حوادث من البورانات الهندية وبورانات ستالا والنصوص الدينية الأخرى أو ترسمها أو تتبعها وترسمها مع الشكل أو الأشكال الرئيسية الموضوعة في القسم المركزي من الصورة (غالبًا داخل مساحة محددة هندسيًا مثل مانتبا أو برابافالي) وتُحاط بالعديد من الشخصيات والسمات والموضوعات الفرعية. توجد أيضًا العديد من الحالات التي تصور فيها اللوحات الثنجفورية مواضيع جاينية وسيخية وإسلامية ودينية أخرى وحتى علمانية.
تُعد اللوحات الثنجفورية لوحات مرسومة على ألواح خشبية، لذا يشار إليها باسم بالاغاي بادام (بالاغاي = «لوح خشبي»؛ بادام = «صورة») في اللغة المحلية. في العصر الحديث، أصبحت هذه اللوحات تشكل هدايا تذكارية للمناسبات الاحتفالية في جنوب الهند وقطع فنية ملونة لتزيين الجدران، ومواد لهواة الجمع لمحبي الفن، وللأسف يبيعها رسامو زاوية الشارع كخرداوات بعشرة سنتات.

## لمحة تاريخية

### مقدمة
تتمتعت ثنجفور بمكانة فريدة في تاريخ الرسم الهندي، إذ ضمت لوحات سلالة تشولا الجدارية التي تعود إلى القرن الحادي عشر في معبد بريهاديسوارار (بيريا كوييل أو بيرفودايار كوييل بالتاميلية) وكذلك لوحات من فترة سلالة ناياكا (مرسومة في أغلب الأحيان على لوحات تشولا السابقة) التي تعود إلى القرن السادس عشر. أدى سقوط إمبراطورية فيجاياناغارا ونهب هامبي في معركة تاليكوتا عام 1565 م إلى هجرة الرسامين الذين كانوا يعتمدون على رعاية الإمبراطورية. هاجر بعضهم إلى ثنجفور وعملوا تحت رعاية حكام ناياكا في ثنجفور. بدأ حكام إمبراطورية ماراثا لاحقًا، الذين هزموا حكام ناياكا في ثنجفور، في رعاية مرسم ثنجفور. ولا حاجة للقول إن الفنانين استوعبوا التأثيرات المحلية والأذواق الفردية لرعاتهم من إمبراطورية ماراثان ما ساعد في تطوير أسلوب رسم ثنجفور الفريد. وبدأ فنانو ثنجفور، بالإضافة إلى تزيين المعابد، بتزيين المباني الرئيسية والقصور والشاترام ومساكن ملوك ونبلاء المراثا والرسم عليها.